# Радехівський цукровий завод
Радехівський цукровий завод — підприємство харчової промисловості в селі Павлів Радехівського району Львівської області.

## Історія
Цукровий завод переробною потужністю 6 тис. тонн цукрових буряків на добу (на стадії проектування, мав назву «П'ятий Львівський цукровий завод») був побудований відповідно до десятого п'ятирічного плану розвитку народного господарства СРСР в 1974—1978 р. та введений в експлуатацію 10 грудня 1978 року.
Після проголошення незалежності України завод перейшов у відання Державного комітету харчової промисловості України. Надалі, державне підприємство було перетворено на орендне підприємство. У травні 1995 року Кабінет Міністрів України ухвалив рішення про приватизацію заводу. Після цього завод був реорганізований на відкрите акціонерне товариство.
Економічна криза, що почалася в 2008 році ускладнила становище заводу, власники якого в 2009 році взяли кредит у 3 млн. євро у німецької компанії «Pfeifer&Langen», а на початку червня 2010 року – ще один кредит (на збільшення переробних потужностей з 6 тис. тонн до 7 тис. тонн буряків на добу). 3 червня 2010 року компанія «Pfeifer & Langen Inwestycje Sp. z o.o.» (польська філія німецької компанії «Pfeifer&Langen») офіційно підтвердила намір про придбання заводу.
Надалі завод перейшов у власність ТОВ «Радехівський цукор» (структурного підрозділу німецької компанії «Pfeifer&Langen» на території України). У 2016-2017 маркетинговому році завод виробив 140,5 тис. тонн цукру. За підсумками 2017-2018 маркетингового року завод був найбільшим виробником цукру на території України.